# جيف هينيسي
جيف هينيسي (بالإنجليزية: Jeff Hennessy)‏ هو ترامبوليني ‏ أمريكي، ولد في 27 أكتوبر 1929 في Ancón, Panama ‏ في بنما، وتوفي في 24 مارس 2015 في بروسارد في الولايات المتحدة.